# Dolomitale Filmfestival

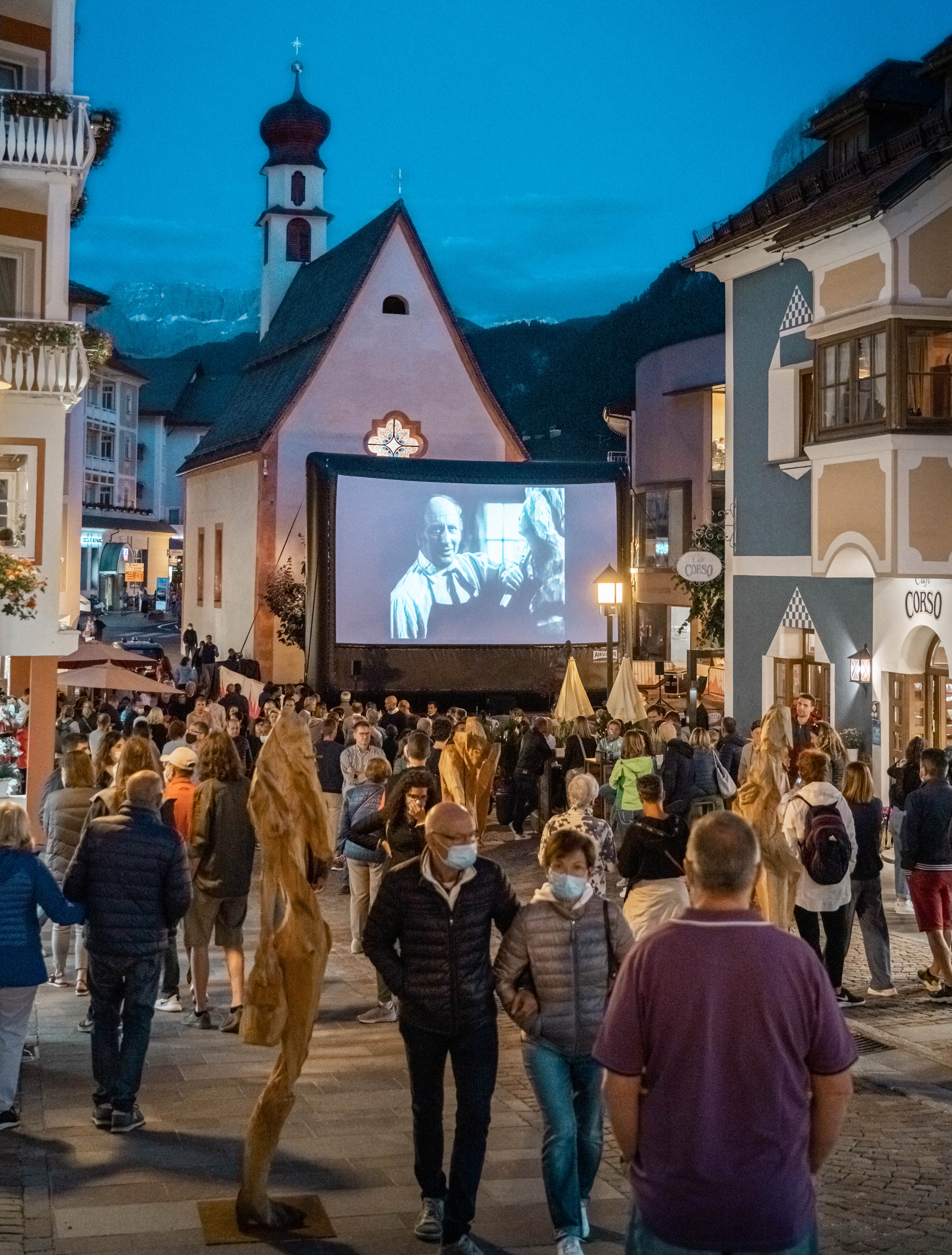
Dolomitale On-Tour am Antoniusplatz in St. Ulrich.

Das Dolomitale Filmfestival ist ein internationales Filmfestival, welches seit 2018 jährlich in Gröden in Südtirol stattfindet.
Thematisch setzt sich das Festival mit dem Alpenraum auseinander. Die Spiel- und Dokumentarfilme für die Wettbewerbe müssen in einem besonderen Teil der Handlung im alpinen Raum gedreht worden sein. 2021 wurde der Preis für den besten Spiel- und Dokumentarfilm der Alpen vergeben. Benannt ist dieser nach Luis Trenker, Bergfilmpionier und Ehrenbürger von St. Ulrich. Jährlich wird zudem der Preis für den besten Südtiroler Kurzfilm vergeben. An diesem dürfen Filme mit einer Spiellänge von bis zu 30 Minuten teilnehmen, an welchen Südtiroler im Kern-Kreativbereich mitgewirkt haben. Das Festival will zudem Filmen in rätoromanischer Sprache eine Plattform bieten.

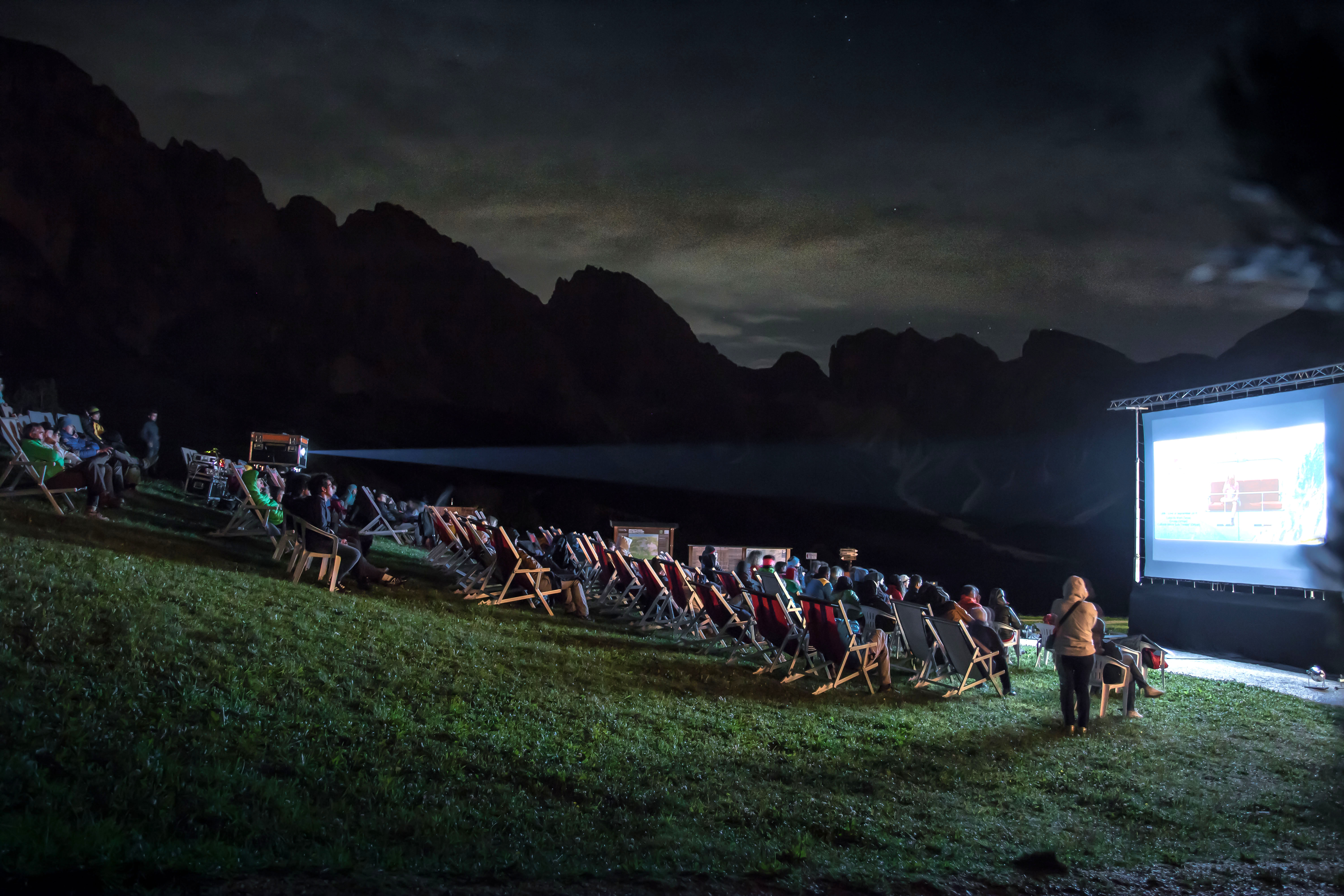
Open-Air-Kino auf Col Raiser (2.100 m) in St. Christina in Gröden.
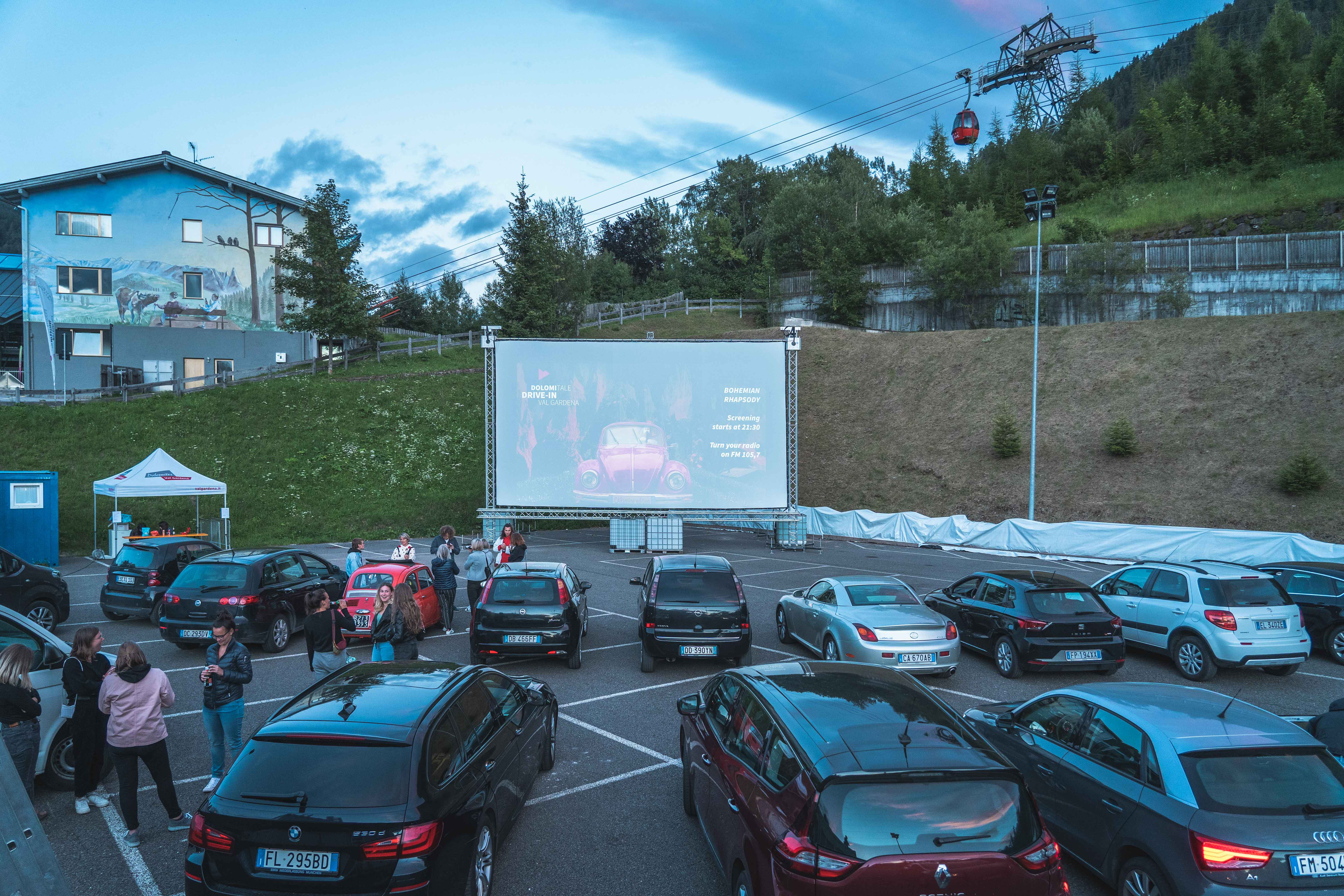
Autokino des Festivals bei St. Ulrich (2020).
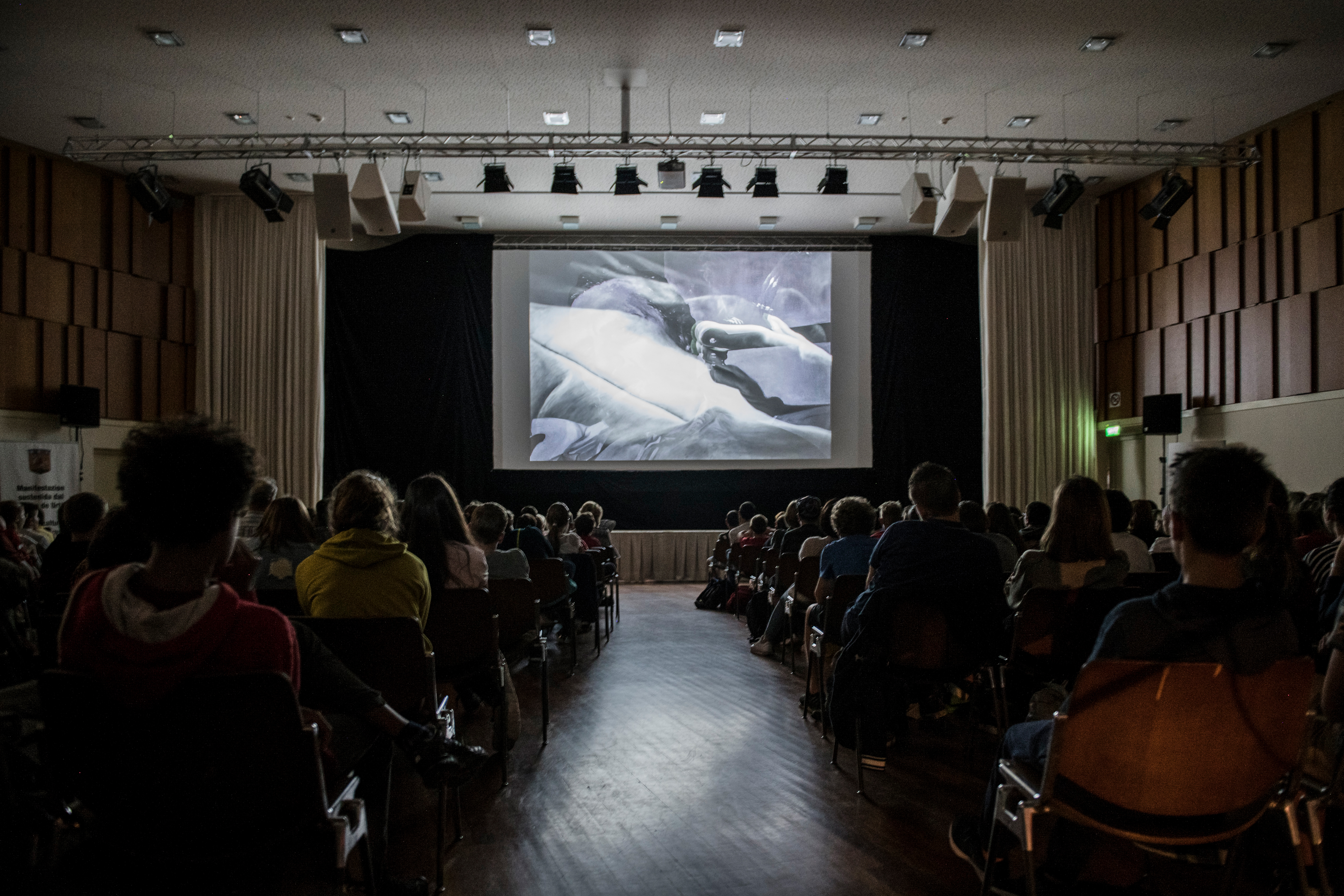
Filmvorführung im "Kulturhaus Luis Trenker" in St. Ulrich.
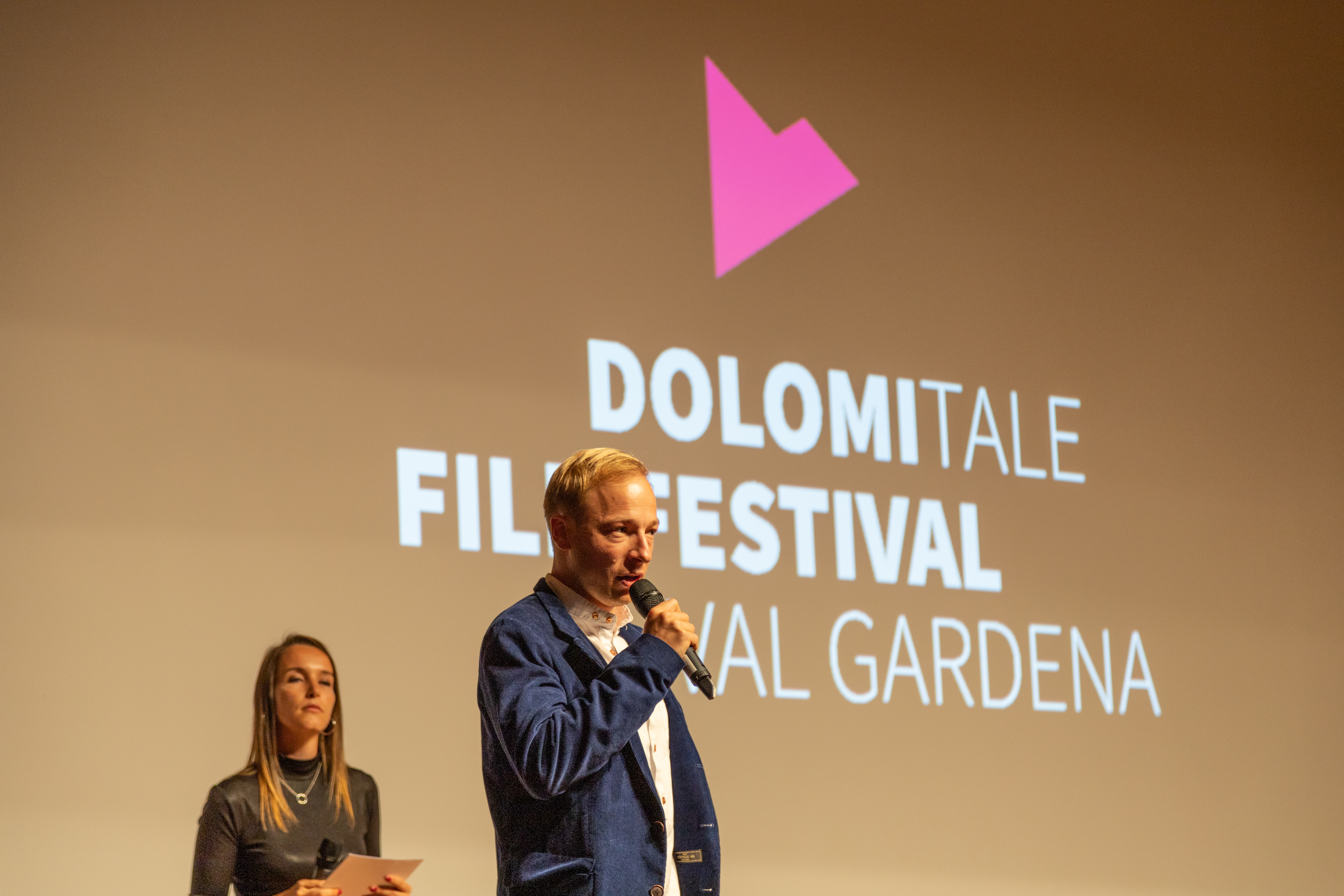
Festivalleiter Lukas Pitscheider.
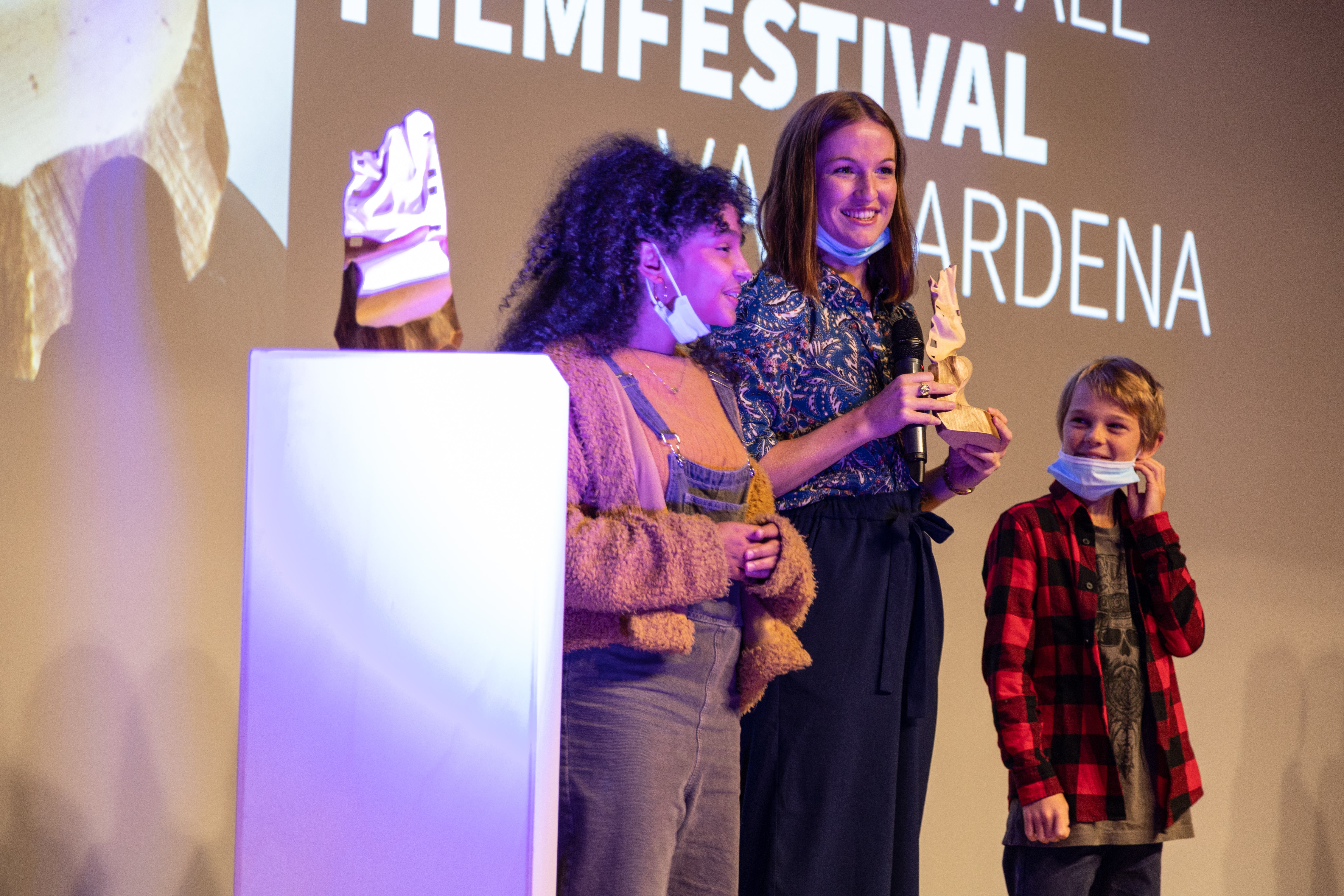
Siegerehrung Dolomitale Short Film Award 2020.
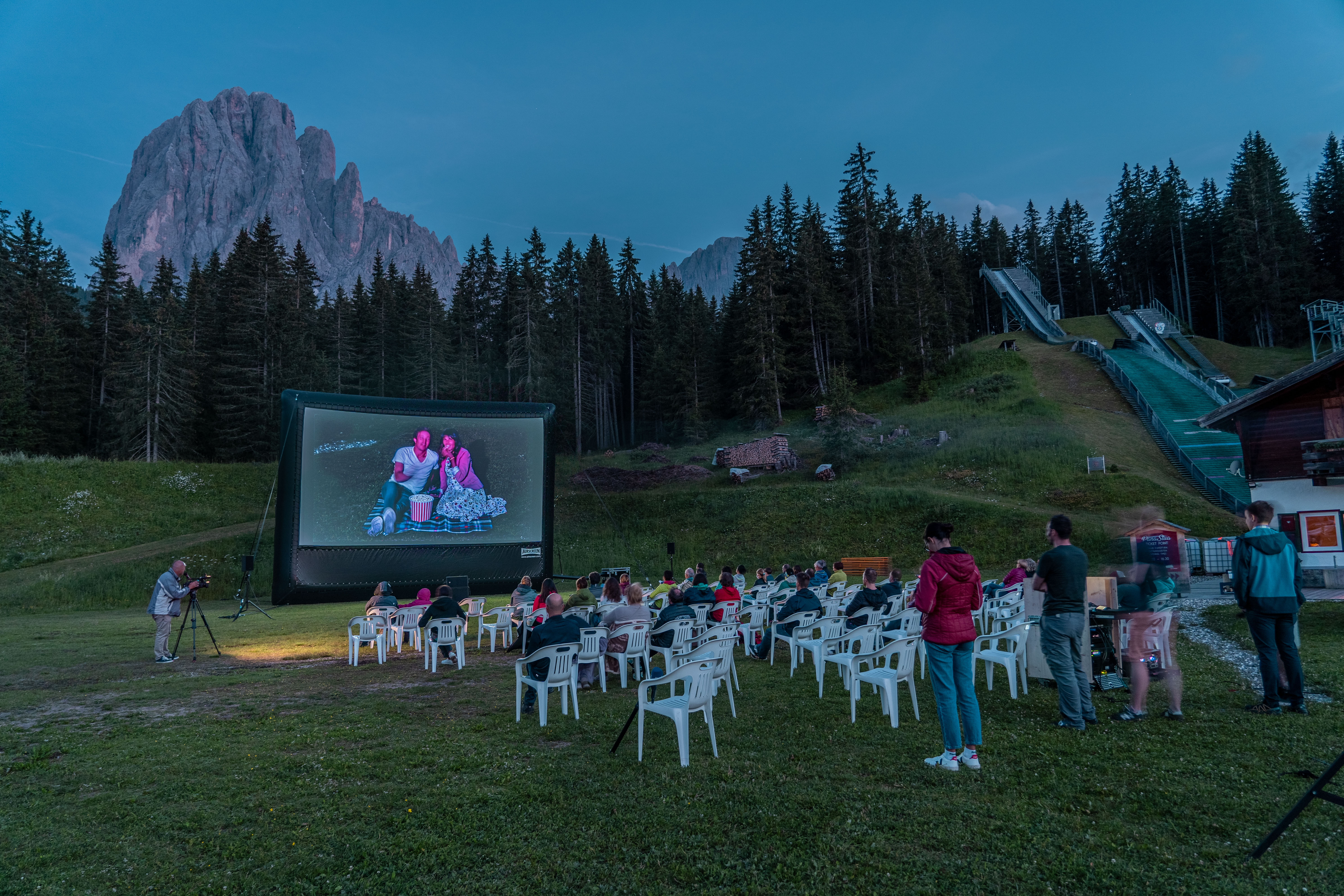
Freilichtkino auf Monte Pana in S. Christina, am Fuße des Langkofels.

## Preisträger
2021 (4. Dolomitale)
- Short Film Award: Fulgidusen von Alexander Feichter
- Luis Trenker Award: Kühe auf dem Dach von Aldo Gugolz

2020 (3. Dolomitale)
- Short Film Award: Der kleine Cowboy von Lisa Maria Kerschbaumer
- Documentary Award: Davos von Daniel Hoesl

2019 (2. Dolomitale)
- Short Film Award: Peng von Martin Thaler
- Documentary Award: Immer und Ewig von Fanny Bräuning

2018 (1. Dolomitale)
- Short Film Award: Zuflucht von Daniel Andrew Wunderer

## Kino in den Dolomiten
Das Festival organisiert im Sommer Kinovorstellungen an spektakulären Orten der Dolomiten. Das höchstgelegene Open-Air-Kino fand 2019 und 2021 auf Col Raiser auf 2.100 Metern Meereshöhe statt. Im Sommer 2020 musste das Sommerkino der Dolomitale aufgrund der COVID-19-Pandemie ins Autokino ausweichen. Am Parkplatz Setil bei St. Ulrich wurde dafür ein Drive-in-Kino aufgebaut.
Ein Platz in der Jury für den Luis Trenker Award ist jeweils einem Holzbildhauer vorbehalten.